# Suicídio de Kurt Cobain

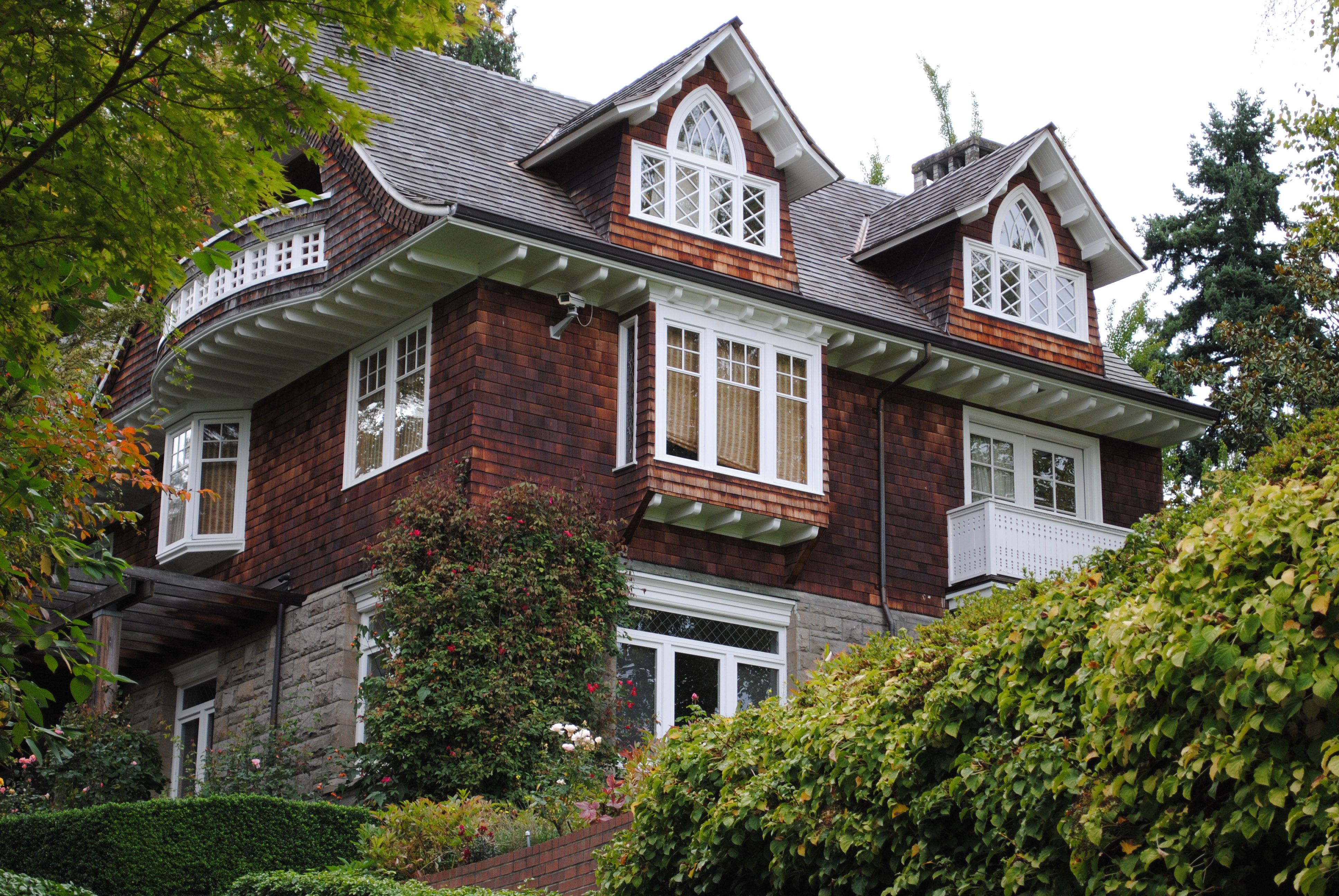
Casa de Kurt em Seattle, local de sua morte

No dia 8 de abril de 1994, Kurt Cobain, líder e vocalista da banda Nirvana, foi encontrado morto em sua casa, localizada na Lake Washington Boulevard, 171, em Seattle, Washington, Estados Unidos. Foi determinado que o vocalista e guitarrista da banda havia morrido três dias antes, em 5 de abril.
O relatório do Departamento de Polícia de Seattle sobre o incidente (tornado público através de seu arquivo online oficial após a revisão do caso, feita pelo atual detetive de casos arquivados, no aniversário de 20 anos da morte do cantor) declara que Cobain foi encontrado com uma espingarda sobre o seu corpo, que ele tinha um ferimento visível na cabeça e que havia uma nota de suicídio descoberta próxima a ele.
Depois da morte de Cobain, sua esposa Courtney Love afirmou à Rolling Stone que ele já teria tentado suicídio outras vezes. Em uma turnê pela Europa com a banda, em Roma, na Itália, o guitarrista e vocalista também teria tentado se matar.

## Antecedentes
Após uma parada da turnê no Terminal Eins, em Munique, Alemanha, em 1 de março de 1994, Cobain foi diagnosticado com bronquite e laringite. Ele viajou para Roma no dia seguinte para tratamento médico, e encontrou com sua esposa em 3 de março. Na manhã seguinte, quando Love acorda, percebe que Cobain teve uma overdose em uma combinação de champanhe e flunitrazepam. Cobain foi imediatamente levado para o hospital, e passou o resto do dia inconsciente. Após cinco dias no hospital, Cobain foi liberado e voltou para Seattle. Love disse que o incidente foi a primeira tentativa de suicídio de Cobain.
Em 18 de março, Love telefona para a polícia para informá-la que Cobain era um suicida e que tinha se trancado em um quarto com uma arma. A polícia chegou e confiscou várias armas e uma garrafa e pílulas de Cobain, que insistiu que não era um suicida e que tinha se trancado no quarto para esconder-se de Love. Interrogada pela polícia, Love disse que Cobain nunca tinha mencionado que ele era um suicida e que ela não tinha o visto com uma arma.
Love consegue organizar uma intervenção sobre o uso de drogas de Kurt, no dia 25 de março. As dez pessoas envolvidas na intervenção incluíam amigos do músico, executivos da gravadora, e um dos amigos mais íntimos de Kurt, Dylan Carlson. A intervenção não teve sucesso inicialmente, com uma explosão de raiva, insultos e desprezo de Cobain sob os participantes, logo depois, o músico tranca-se no quarto do andar de cima. No entanto, até ao final do dia, Cobain tinha concordado em submeter-se a um programa de desintoxicação. Cobain chegou ao Centro de Recuperação Exodus, em Los Angeles, Califórnia, em 30 de março. Os funcionários do estabelecimento não sabiam do histórico depressivo de Kurt e de suas tentativas anteriores de suicídio. Quando visitado por amigos, não havia nenhuma indicação para eles de que Cobain estava em qualquer tipo de estado negativo ou suicida. Cobain tinha passado o dia conversando com seus conselheiros sobre o seu vício de drogas e problemas pessoais, e brincou com sua filha Frances durante sua visita, o último dia que ela veria seu pai. Na noite seguinte, Kurt saiu para fumar um cigarro, em seguida, pulou um muro de seis metros de altura para deixar a instalação (do qual ele brincou no início do dia que seria estúpido tentar pular o muro). Ele pegou um táxi para o Aeroporto Internacional de Los Angeles e voou de volta para Seattle, em um voo onde estava sentado ao lado de Duff McKagan do Guns N' Roses. Mesmo após a animosidade entre Nirvana e o Guns, e a animosidade pessoal do próprio Cobain à Axl Rose, Kurt Cobain "parecia feliz" em ver McKagan. McKagan diria mais tarde que ele sabia com "todos os meus instintos que algo estava errado." Ao longo dos dias 2 e 3 de abril, Cobain foi visto em diversas localidades ao redor de Seattle, mas a maioria de seus amigos e familiares não tinham conhecimento de seu paradeiro. Ele não foi visto em 4 de abril. Em 3 de abril, Love contactou um detetive privado, Tom Grant, e contratou-o para encontrar Cobain. Em 7 de abril, em meio a rumores de que o Nirvana iria se separar, a banda saiu do festival de música anual de Lollapalooza.
Em 8 de abril de 1994, o corpo de Cobain foi descoberto em sua casa em Lake Washington por um eletricista que tinha chegado para instalar um sistema de segurança. Apesar de uma pequena quantidade de sangue que saia da orelha de Cobain, o eletricista relatou não ter visto qualquer sinal visível de trauma e, inicialmente, acreditava que Cobain estava dormindo até que viu a arma apontanda para o queixo. Uma nota de suicídio foi encontrada, dirigida ao amigo imaginário de infância de Cobain, chamado "Boddah", que dizia em parte, "Eu não tenho sentido a excitação de ouvir, bem como criar música, junto com realmente escrito...por muitos anos agora". Uma alta concentração de heroína e vestígios de Valium também foram encontrados em seu corpo. O corpo de Cobain tinha ficado deitado lá por dias, o relatório do legista estimou que Cobain tinha falecido em 5 de abril de 1994.
Uma vigília pública foi realizada para Cobain em 10 de abril em um parque no Seattle Center que atraiu cerca de sete mil pessoas em luto. Mensagens pré-gravadas por Krist Novoselic e Courtney Love, eram tocadas no memorial. Love leu trechos do bilhete suicida de Cobain para a multidão chorando e castigando Cobain. Perto do final da vigília, Love chegou ao parque e distribuiu algumas roupas de Cobain para aqueles que ainda permaneciam. Dave Grohl diria que a notícia da morte de Cobain foi "provavelmente a pior coisa que aconteceu comigo na minha vida. Lembro-me de um dia depois que eu acordei e fiquei de coração partido que ele tinha ido embora. Eu apenas senti como, 'Ok, então eu começo a acordar hoje em outro dia, e ele não'.". Embora também por acreditar que sabia que Cobain iria morrer cedo, disse que "às vezes você apenas não pode salvar alguém de si", e "em alguns aspectos, você deve se preparar emocionalmente para que isso seja uma realidade." Dave Reed, que por um curto período de tempo foi o pai adotivo de Cobain, disse que "ele tinha o desespero, não a coragem, de ser ele mesmo. Depois que fizer isso, você não pode ir mal, porque você não pode fazer quaisquer erros quando pessoas te amam para ser você mesmo. Mas para Kurt, não importava que outras pessoas o amavam; ele simplesmente não amava a si mesmo o suficiente."
Uma cerimônia final foi marcada para Cobain por sua mãe em 31 de maio de 1999, que contou com a presença de Courtney Love e de Tracey Marander. Com um monge budista cantando, sua filha Frances Bean espalhou as cinzas de Cobain em McLane Creek, em Olympia, a cidade onde ele "tinha encontrado a sua verdadeira musa artística."

## Descoberta do corpo de Cobain
No dia 8 de abril de 1994, o corpo de Kurt foi descoberto em uma sala separada acima da garagem na sua casa perto do Lago Washington, em Seattle, nos Estados Unidos, por Gary Smith, um funcionário da Veca Electric, que foi até a casa pela manhã para instalar um sistema de luzes de segurança; ele também achou o que podia ser uma nota de suicídio com uma caneta gravada nela, embaixo de um vaso de flores virado. Uma espingarda, que Kurt havia comprado de Dylan Carlson estava em seu peito. Antes de morrer ele estava escutando o álbum Automatic for the People, da banda americana R.E.M..
O atestado de óbito apontava uma "perfuração de espingarda na cabeça", o que levou a conclusão que teria sido um suicídio; o atestado também apontava que a morte tinha ocorrido em 5 de abril de 1994. 

## Teorias

### Suicídio
Defensores do veredicto (morte por tiro disparado pelo próprio Kurt) cita o vício de Cobain em drogas, depressão clínica, e nota de suicídio escrita à mão como prova conclusiva. Membros da família de Cobain também observaram padrões de depressão e instabilidade em Kurt antes de ter alcançado a fama.
Cobain mencionou que tinha dores em seu estômago, um problema estomacal não diagnosticado. 
Durante a turnê do Nirvana na Europa em 1991, ele tornou-se suicida e declarou que tomar heroína foi "[sua] escolha", declarando: "Esta é a única coisa que está me salvando de fundir minha cabeça agora."
Prima de Cobain, Beverly, uma enfermeira, apontou que havia uma história familiar de suicídio. Por sua conta, dois de seus tios cometeram suicídio com armas. Beverly também foi da opinião de que havia um histórico de doença mental em Kurt, alegando que ele foi diagnosticado como um jovem com déficit de atenção e hiperatividade e como um adulto com transtorno bipolar. Beverly alegou que o transtorno bipolar e suas lutas com o vício de drogas o levaram a cometer suicídio.
Em Heavier than Heaven, de Charles Cross, o seu colega Krist Novoselic falou sobre ver Cobain nos dias antes da intervenção: "Ele estava realmente quieto. Ele estava emocionalmente alheio a todos ao seu redor. Ele não estava se conectando com ninguém." Uma oferta para comprar um bom jantar para Cobain resultou em Novoselic tê-lo levado involuntariamente à heroína. "Seu traficante estava lá. Ele queria ser deixado em paz. Ele queria morrer, é o que ele queria fazer."
Em seu próprio livro, Of Grunge and Government: Let's Fix This Broken Democracy, Novoselic fez alusão a circunstâncias da morte de Cobain:"Tragicamente, [Cobain] escolheu a maneira errada de se demitir do cargo que foi levado."

### Richard Lee
O primeiro a falar publicamente sobre as circunstâncias suspeitas a respeito da morte de Kurt Cobain foi Richard Lee, um jornalista de New York que fez sua carreira em Seattle. Uma semana depois da morte de Cobain, Lee foi ao ar no primeiro episódio de uma série chamada "Kurt Cobain Was Murdered", transmitida pela TV pública de Seattle, cobrindo a morte de Cobain. Lee levantou várias discrepâncias nos relatórios da polícia, incluindo várias questões sobre o tiro da espingarda e a ausência de sangue. Lee adquiriu um vídeo gravado em 8 de abril, onde é possível ver, a partir do muro dos fundos da propriedade, a cena em torno do corpo de Cobain. Hoje, esse vídeo pode ser encontrado no YouTube, onde é possível notar que as afirmações de Lee sobre a estranha ausência de sangue são verdadeiras. Richard Lee segue ativo na tentativa de provar suas conclusões.

### Tom Grant
A principal referência sobre a possibilidade de uma conspiração em torno da morte de Cobain é Tom Grant, um investigador particular empregado por Courtney Love após o desaparecimento de Cobain da reabilitação. Grant ainda estava empregado por Love quando o corpo de Cobain foi encontrado. Grant acredita que a morte de Cobain foi resultado de uma conspiração que culminou em um homicídio. Grant possui um acervo considerável de gravações de conversas e telefonemas, além de uma série de fatos que contextualizam a morte de Kurt sob uma perspectiva, no mínimo, duvidosa. Ele acredita que além da conspiração, houve também negligência nas investigações oficiais. Seu principal objetivo é alterar a causa da morte de Kurt Cobain de "suicídio" para "indeterminada", para que, assim, as investigações sejam reabertas. Grant está ativo até hoje em seu propósito.
Existem vários componentes-chave para a teoria de Grant:

#### Cartão de crédito
Love disse a Grant para cancelar o cartão de crédito de seu marido, a fim de descobrir onde ele estava e trazê-lo de volta para a reabilitação. No entanto, Grant não entendia por que ela iria querer cancelar o cartão de crédito, porque seria mais fácil de localizá-lo se ele ainda estivesse ativo. Depois da morte de Cobain, relatórios de seu cartão de crédito mostraram que uma pessoa tentou usar seu cartão de crédito após sua morte. Os relatórios cedidos pelo "Seafirst Bank", banco utilizado por Kurt, mostram atividades no cartão entre os dias 5 e 8 de abril, quando Kurt já havia falecido. Embora a polícia tenha encontrado sua carteira junto ao corpo e outros cartões estivessem presentes, este em específico não estava em sua posse.

#### Níveis de heroína na corrente sanguínea
O nível de heroína no sangue do Kurt era de 1,52 mgs por litro. Três vezes uma dose letal, mesmo para um grande viciado em heroína. Grant argumenta que Cobain não poderia ter deliberadamente injetado tal dose e ainda ter sido capaz de puxar o gatilho.
No entanto, vários estudos sobre o uso de heroína têm notado a dificuldade em identificar o nível de heroína que um adulto pode tolerar. Em uma história de 2004,  Dateline NBC questionou cinco médicos legistas sobre a figura do relatório de toxicologia. Duas delas notou a possibilidade de que Cobain poderia ter construído o suficiente de uma tolerância com o uso repetido de ter sido capaz de puxar o gatilho a si mesmo, enquanto os outros três detidos que a informação não foi conclusiva. A quantidade de heroína presente no sistema de Cobain também nunca foi oficialmente divulgada por nenhuma autoridade, tendo sido apenas comentada por jornalistas em reportagens.
Grant não acredita que Cobain foi morto pela dose de heroína. Ele sugere que a heroína foi usada para incapacitar Cobain antes do tiro de espingarda final ser administrado pelo agressor.

#### Nota de suicídio
Enquanto trabalhava para Courtney Love, Grant teve acesso ao suposto bilhete suicida de Kurt, e usou sua máquina de fax para fazer uma fotocópia, que desde então tem sido amplamente distribuídos.
Depois de estudar a carta, Grant entendeu que o conteúdo era direcionado aos fãs, numa espécie de anúncio de aposentadoria. É sabido que Kurt estava levando a sério a ideia de encerrar as atividades do Nirvana, ou de pelo menos entrar em um hiato. Grant afirma que as poucas linhas no rodapé da carta são as únicas partes que sugerem suicídio. Grant concorda com os relatórios policias sobre a carta ser de autoria de Kurt, exceto pelo rodapé, cuja caligrafia distinta, segundo o investigador, pode sugerir a adição de um viés suicida pela pessoa que orquestrou a conspiração.
Grant alega ter consultado peritos em caligrafia que apoiam sua afirmação. Outros especialistas discordam, no entanto. Quando Dateline NBC enviou uma cópia da nota a quatro peritos em caligrafia diferentes, concluiu-se que a nota inteira foi na mão de Cobain, enquanto os outros três, disse a amostra não foi conclusiva. Um especialista contratado pela série de televisão Unsolved Mysteries observou a dificuldade de se chegar a uma conclusão, dado que a nota sendo estudada foi uma fotocópia, não a original. De qualquer forma, salta aos olhos o fato de que essa é mais uma das pontas soltas do caso onde a polícia não se deu ao trabalho de investigar - apenas decretou e finalizou o caso como "suicídio".

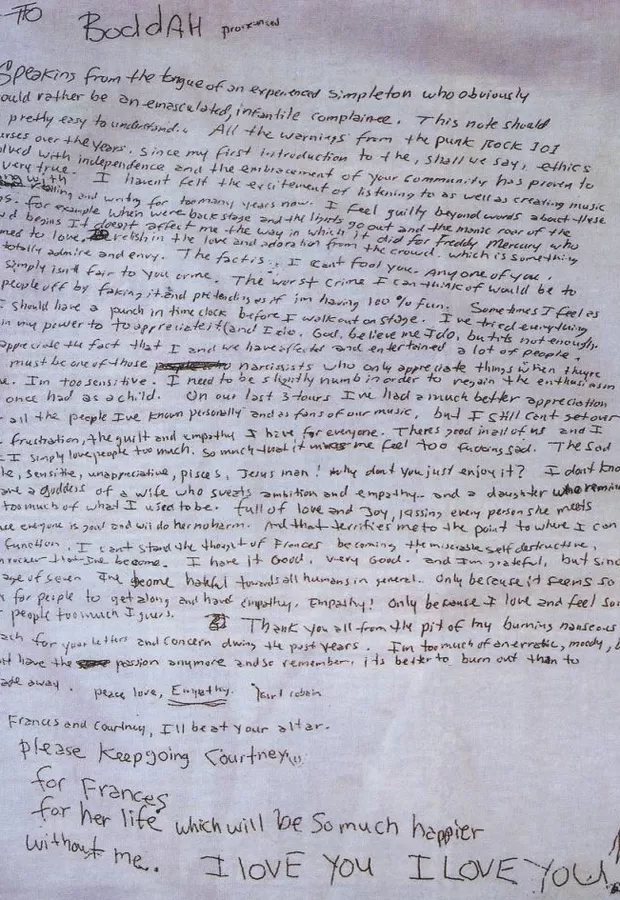
A cópia da carta de que a viúva de Kurt, Courtney Love, apresentou após suas morte.

## Carta de suicídio
| “ | Para Boddah Falando como um simplório experiente que obviamente preferiria ser um efeminado, infantil e chorão. Este bilhete deve ser fácil de entender. Todas as advertências dadas nas aulas de punk rock ao longo dos anos, desde minha primeira introdução a, digamos assim, ética envolvendo independência e o abraçar de sua comunidade, provaram ser verdadeiras. Há muitos anos eu não venho sentindo excitação ao ouvir ou fazer música, bem como ler e escrever. Minha culpa por isso é indescritível em palavras. Por exemplo, quando estou atrás do palco, as luzes se apagam e o ruído ensandecido da multidão começa, nada me afetava do jeito que afetava Freddie Mercury, que costumava amar, deliciar com o amor e adoração da multidão – o que é uma coisa que totalmente admiro e invejo. O fato é que não consigo enganar vocês, nenhum de vocês. Simplesmente não é justo para vocês e para mim. O pior crime que posso imaginar seria enganar as pessoas sendo falso e fingindo que estou me divertindo 100 por cento. Às vezes acho que eu deveria acionar um despertador antes de entrar no palco. Tentei tudo que está em meus poderes para gostar disso (e eu gosto, Deus, acreditem-me, eu gosto, mas não o suficiente). Me agrada o fato de que eu e nós atingimos e divertimos uma porção de gente. Devo ser um daqueles narcisistas que só dão valor às coisas depois que elas se vão. Eu sou sensível demais. Preciso ficar um pouco dormente para ter de volta o entusiasmo que eu tinha quando criança. Em nossas últimas três turnês, tive um reconhecimento por parte de todas as pessoas que conheci pessoalmente e dos fãs de nossa música, mas ainda não consigo superar a frustração, a culpa e a empatia que tenho por todos. Existe o bom em todos nós e acho que eu simplesmente amo as pessoas demais, tanto que chego a me sentir mal. O triste, sensível, insatisfeito, pisciano, pequeno homem de Jesus. Por que você simplesmente não aproveita? Eu não sei! Tenho uma esposa que é uma deusa, que transpira ambição e empatia, e uma filha que me lembra demais como eu costumava ser, cheia de amor e alegria, beijando todo mundo que encontra porque todo mundo é bom e não vai fazer mal a ela. Isto me aterroriza a ponto de eu mal conseguir funcionar. Não posso suportar a ideia de Frances se tornando o triste, autodestrutivo e mórbido roqueiro que eu virei. Eu tive muito, muito mesmo, e sou grato por isso, mas desde os sete anos de idade passei a ter ódio de todos os humanos em geral. Apenas porque parece muito fácil se relacionar e ter empatia. Apenas porque eu amo e sinto demais por todas as pessoas, eu acho. Obrigado do fundo de meu nauseado estômago queimando por suas cartas e sua preocupação ao longo dos anos. Eu sou mesmo um bebê errático e triste! Não tenho mais paixão, então lembrem, é melhor queimar do que se apagar aos poucos¹. Paz, Amor, Empatia. Kurt Cobain Frances e Courtney, estarei em seu altar. Por favor, vá em frente, Courtney, por Frances. Pela vida dela, que vai ser bem mais feliz sem mim. EU TE AMO, EU TE AMO! | ” |

¹ - Conforme o texto original "it's better to burn out than to fade away", é um trecho retirado da música Hey Hey, My My (Into the Black), de Neil Young.